# Sassia semitorta
Sassia semitorta is een slakkensoort uit de familie van de Cymatiidae. De wetenschappelijke naam van de soort werd voor het eerst geldig gepubliceerd in 1961 door Kuroda & Habe in Habe als Phanozesta semitorta.